# The Montevideo Times
The Montevideo Times bile su urugvajske dnevne novine na engleskom jeziku. Izlazile su u razdoblju od 1888. do 1936. godine.
Utemeljene su 1888. godine pod imenom The Riverplate Times, ali su već 1890. promijenile svoje ime. Vlasnik i glavni urednik novina bio je engleski novinar i doseljenik William Huskinson Denstone (1867. – 1925.). Jedno vrijeme noovine su bile i glasilo britanskih ulagača u Urugvaju.
Ugašene su 1936. zbog vrlo male naklade i nedostatka novčanih sredstava za daljnje izdavanje.